# Bärsen, Dalarna
Bärsen är en sjö i Hedemora kommun i Dalarna och ingår i Dalälvens huvudavrinningsområde. Sjöns area är 0,012 kvadratkilometer och den är belägen 150 meter över havet.